# My Foolish Heart (album)
My Foolish Heart is een muziekalbum van het trio Keith Jarrett, Gary Peacock en Jack DeJohnette.

## Achtergrond
Dit trio timmert al jaren aan de weg met het opnieuw uitvoeren van jazzstandards (het trio wordt ook weleens Standards genoemd.) Het oogst daarbij internationaal veel lof in de jazzwereld. De vraag is dan ook waarom deze opname(n) zo lang op de plank heeft/hebben moeten liggen. Jarrett vermeldt dat hij (als uiterst perfectionist) zeer blij is met de opnamen: "Het trio had nog nooit zo'n uitvoering gekend." De uitvoering van de muziek doet denken aan Oscar Peterson met zijn trio in zijn hoogtijdagen. De opnamen werden gemaakt tijdens het Montreux Jazz Festival 2001 in Zwitserland.

## Musici
- Keith Jarrett – piano
- Gary Peacock – contrabas
- Jack DeJohnette – slagwerk

## Composities

### Cd 1
1. Four (Miles Davis)
2. My Foolish Heart (Ned Washington, Victor Young)
3. Oleo (Sonny Rollins)
4. What's New (Johnny Burke, Robert Haggard)
5. The Song is you (Oscar Hammerstein II, Jerome Kern)
6. Ain't Misbehavin' (Andy Razaf, Harry Brooks, Fats Waller)

### Cd 2
1. Honeysuckle Rose (Andy Razaf, Fats Waller)
2. You took Advantage of Me (Lorenz Hart, Richard Rogers)
3. Straight, No Chaser (Thelonious Monk)
4. Five Brothers (Gerry Mulligan)
5. Guess I'll Hang My tears Out To Dry (Julie Stein, Sammy Cahn)
6. On Green Dolpin Street (Bronislav Kaper, Ned Washington)
7. Only The lonely (Sammy Cahn, Jimmy Van Heusen)